# Sean Collins (ishockeyspelare född 1988)
Sean B. Collins, född 29 december 1988, är en kanadensisk professionell ishockeyspelare som spelar för HK Sotji i KHL. Han har tidigare spelat för Columbus Blue Jackets och Washington Capitals.
Collins draftades i sjunde rundan i 2008 års draft av Columbus Blue Jackets som 187:e spelare totalt.